# 1362
Cette page concerne l'année 1362  du calendrier julien.
L'année 1362 est une année commune qui commence un samedi.

## Événements
- La pierre runique de Kensington, une inscription « découverte » par un fermier d’origine suédoise au Minnesota en 1898, à l’authenticité toujours contestée, relate une expédition scandinave au cœur du continent nord-américain datée de 1362[1].

### Europe
- 8 janvier : la ville de Cahors se rend au lieutenant du roi d'Angleterre, Chandos, en présence du maréchal français Boucicaut[2].
- 16 janvier : violente tempête en mer du Nord, causant au moins 25 000 morts (Grote Mandrenke)[3].
- 15 février : Magnus Eriksson, roi de Suède, autorise les délégués de Finlande à participer à l’élection royale à Mora[4].
- 6 avril : les Tard-Venus écrasent l'ost royal français commandé par Jacques de Bourbon à la bataille de Brignais près de Lyon[5].
- Avril : la flotte de la Hanse attaque Copenhague mais est détruite à Helsingborg par Valdemar Atterdag. La Hanse déclare la guerre au Danemark en représailles de la prise de Visby, sur l’île de Gotland en 1361. Le conflit dure jusqu'en 1370[6].
- 18 mai : reprise de la guerre entre Pise et Florence. Les Pisans s'emparent de la forteresse de Piétrabona le 5 juin et menacent Pescia (fin en 1364)[7].
- 26 mai : au décès de Louis de Tarente[8], Jeanne de Naples, résolue à régner par elle-même, cache sa mort pendant plusieurs jours.
- 19 juillet : le roi d'Angleterre Édouard III érige la Guyenne en principauté d'Aquitaine et nomme à sa tête le prince de Galles, son fils Édouard « le Prince Noir »[9].
- Juillet : prise d’Andrinople (Edirne) par les Ottomans[10]. Le sultan ottoman Murat Ier installe sa capitale à Andrinople, en Europe. Après la prise de Philippopoli (Plovdiv), la Thrace presque entière est entre ses mains. Des milliers de captifs sont faits (loi du pentchik : 1/5e des rançons des prisonniers reviennent au trésor).
- 28 septembre : début du pontificat d'Urbain V (jusqu'en 1370)[11].
- Automne : victoire du prince lituanien Olgierd sur la Horde d'or à la bataille des Eaux Bleues (sur la rivière Syni Vody, aujourd'hui Synioukha, affluent du Boug méridional)[12]. Kiev et la Podolie passent à la Lituanie.
- 14 décembre[13] : Jeanne de Naples épouse Jacques IV de Majorque, roi de Majorque. Celui-ci réclame le pouvoir. La situation entre les deux époux devient intenable. Jaime, l’esprit troublé, regagnera l’Espagne où il mourra en 1375.
- 17 décembre : le dauphin Charles le Sage est nommé par son père « lieutenant général en toutes les parties de la langue d'oyl »[14]. Le dauphin quitte le palais de la Cité pour s’installer à l’hôtel Saint-Pol sur la rive droite.

- Dimitri Donskoï, âgé de 12 ans, se fait investir du titre de grand-prince de Moscou par la Horde d'or au détriment de Dimitri III Constantinovitch (fin en 1389)[15]. L'État russe commence à se construire autour de la principauté de Moscou sous son règne. Il gouverne avec l’appui du métropolite Alexis et des boyards moscovites. La règle de succession directe de père en fils s’impose dans la Russie du nord-est. Sous le règne de Dimitri IV, la principauté s’agrandit considérablement (Kostroma, Galitch, Ouglitch, Dmitrov, Starodoub, Medyne et Kalouga).
- Le comte Herman de Celje (Slovénie) épouse Katarina, la fille du chef de Bosnie Tvrtko, qui le désigne comme son successeur[16].